# 四分子
四分子，原名四份仔，是臺北市的一個地名，位於今南港區南部偏中，範圍為九如里東半部。

## 歷史
台灣清治末期至日治前期，該地區為一街庄，稱為「四份仔庄」，隸屬於大加蚋堡。該庄北與新庄仔庄、三重埔庄、南港舊庄為鄰，東與山豬窟庄為鄰，南邊為萬順藔庄，西邊為後山庄。
1901年（日治明治三十四年）11月，該庄隸屬於臺北廳，編為第八區。1906年（明治三十九年）1月，第七、八兩區合併，並改名「南港區」。1920年（大正九年）四份仔庄改制並雅化為「四分子」大字，隸屬於臺北州七星郡內湖庄。
戰後內湖庄改制為內湖鄉，隸屬於臺北縣，大字亦改制為村。1946年7月，南港、內湖分治，四分子地區改隸屬於「南港鎮」，村亦改制為里。1968年7月臺北市改制為院轄市，南港鎮併入成為南港區。1990年3月，臺北市各區重劃，該地區仍屬於南港區。

## 交通
後山地區位居山區，交通不便。研究院路三、四段是主要的聯外道路，大致沿四分溪谷而設。國道3號雖經過本地區中部，但在境內未設交流道，僅在臨近的山豬窟南深路設有北向出口匝道。

## 學校
- 中華科技大學

## 公園
- 久如公園

## 廟宇
- 四分子福德宮（湖仔內九丁榕）

## 民俗文化
- 農曆三月二十三日恭迎艋舺祖師公松山媽祖木柵尪公祈福遶境

## 公共設施
- 臺北市軍人公墓